# Barranc de les Cases (Pinell)
|  | Aquest article tracta sobre el curs fluvial de Castellar de la Ribera i Pinell de Solsonès. Vegeu-ne altres significats a «Barranc de les Cases». |

El Barranc de les Cases, que a la segona meitat del seu curs (després de rebre per la dreta la Rasa de Maçana) rep també el nom de Rasa de Viladebait, és un torrent afluent per la dreta del Barranc de Sant Tirs que neix a uns 600 m. al nord-oest de la masia de Junyent. De direcció global cap a les 7 del rellotge, desguassa al seu col·lector a uns 425 m. al nord de la masia de la Serra després d'haver passat a ponent de les masies de les Cases i de Viladebait.

## Municipis per on passa
Des del seu naixement, el Barranc de les Cases passa successivament pels següents termes municipals.
|                                                       | Longitud (en m.) | % del recorregut |
| ----------------------------------------------------- | ---------------- | ---------------- |
| Per l'interior del municipi de Castellar de la Ribera | 1.904            | 64,13%           |
| Per l'interior del municipi de Pinell de Solsonès     | 1.065            | 35,87%           |

## Xarxa hidrogràfica
La seva xarxa hidrogràfica està constituïda per 15 cursos fluvials la longitud total dels quals suma 8.912 m.

### Afluents destacables
- La Rasa de Maçana

### Distribució municipal
El conjunt de la xarxa hidrogràfica transcorre pels següents termes municipals: